# Sologne (Fluss)
Die Sologne ist ein Fluss in Frankreich, der in den Regionen Auvergne-Rhône-Alpes und Centre-Val de Loire verläuft. Sie entspringt beim Weiler Les Grands Morillons, im nordwestlichen Gemeindegebiet von Le Vilhain, entwässert generell Richtung Nordwest durch das Waldgebiet Forêt Domaniale de Tronçais und mündet nach rund 25 Kilometern im Gemeindegebiet von Charenton-du-Cher als linker  Nebenfluss in die Marmande. Auf ihrem Weg durchquert die Sologne überwiegend das Département Allier und erreicht erst knapp vor der Mündung das Département Cher.

## Bezeichnung des Flusses
Der Fluss ändert in seinem Verlauf mehrfach seinen Namen:
- Ruisseau de la Garenne im Oberlauf,
- Ruisseau de la Planche Grosse im Mittelteil,
- Sologne im Unterlauf.

## Orte am Fluss
(Reihenfolge in Fließrichtung)
- Le Petit Morillon, Gemeinde Le Vilhain
- Chanlive, Gemeinde Le Brethon
- La Garenne, Gemeinde Cérilly
- Le Rutin, Gemeinde Cérilly
- Les Mailleries, Gemeinde Le Brethon
- Tronçais, Gemeinde Saint-Bonnet-Tronçais
- Sologne, Gemeinde Saint-Bonnet-Tronçais
- Saint-Bonnet-Tronçais
- Ainay-le-Château
- La Petite Forge, Gemeinde Charenton-du-Cher